# کریستینا جاوادیان
کریستینا هراچیکی جاوادیان (ارمنی: Քրիստինա Հրաչիկի Ջավադյան؛ انگلیسی: Christina Javadyan؛ ۳۱ اوت ۱۹۹۱) مانکن اهل ارمنستان است.

## زندگی‌نامه
وی در ۳۱ اوت ۱۹۹۱ در ایروان به دنیا آمد و از دانشگاه ملی تاروریدا وی.ای. ورنادسکی فارغ‌التحصیل گشت. 

## یادداشت
1. ↑  «Ղրիմի գեղեցկուհի 2009»